# Préaux (Adelsgeschlecht)
Préaux (auch Preaux und Preaulx) ist eine französisch-normannische Adelsfamilie, die zu Beginn des 10. Jahrhunderts erstmals erwähnt wurde und 1971 ausstarb.

## 912–1066
Der Ahnherr der Préaux ist der Normanne Bernard le Danois, der im Jahr 912 – gemeinsam mit seinem Verwandten Rollo, dem Ahnherr des normannischen Herrscherhauses des Rolloniden – in Rouen getauft wurde. Bernards Nachkomme Jean de Preaux war unter den Rittern, die Wilhelm den Eroberer 1066 bei der Eroberung Englands begleiteten.

## 1190–1204
1. Osbert de Préaux († vor 1189), seigneur de Préaux, seigneur de Darnétal
  1. Jean, seigneur de Préaux, seigneur de Darnétal
  2. Pierre de Préaux († wohl 1212), 1190–92 Kreuzzug, Bailli der Kanalinseln, 1203 Lord of the Channel Islands, 1203 Militärkommandeur von Rouen, übergab die Stadt 1204 den Franzosen; ⚭ Mary de Redvers, Tochter von William de Redvers, 5. Earl of Devon (Haus Redvers)
  3. Guillaume de Préaux, 1190–92 Kreuzzug, Bailli von Oximin
  4. Enguerrand de Préaux

## Touraine
Nach der Schlacht von Bouvines (1214) wurde Guillaume-Raoul de Preaux mit dem Ort Saint-Christophe in der Touraine belohnt, der nach seinem Herrn dann in Préaux umbenannt wurde. Der hier ansässige Zweig der Familie schloss bedeutende familiäre Allianzen, vor allem mit den Familien Bourbon-Préaux, Harcourt, La Rochefoucauld, Aligre, Dampierre etc. 
Pierre de Preaux, Ehemann von Blanche Crépin de Dangu et de Thury, verheiratete seine Erbtochter Marguerite um 1385 mit Jacques de Bourbon (* wohl 1346; † 1417), Baron d’Argies, den jüngsten Sohn von Jacques I. de Bourbon, comte de La Marche. Durch diese Ehe kamen Préaux, Dangu und Thury an die Bourbonen. Die kurzlebige Linie Bourbon-Préaux entstand, die aber 1442 wieder ausstarb, wodurch der Besitz an Yolande de Préaux, eine Schwester Marguerites, zurückfiel.
Der bekannteste Angehörige dieses Zweigs der Familie ist Gilbert de Preaulx, erster Marquis de Preaulx, Ritter des Ordens vom Goldenen Vlies und des Ordens vom heiligen Geist, sowie Berater des Königs. Der 11. und letzte Marquis von Préaulx, Amaury, starb 1971.

## Maine
Mit der Ehe zwischen Claude de Préaux und Jacqueline de Dampierre, Tochter von Gilles de Dampierre und Suzanne de Charnières, dame de Quelaines, etablierte sich die Familie 1619 in der Grafschaft Maine. Ihre Tochter war Jacqueline de Preaux, fille d’honneur der Königin Anne d’Autriche, die 1641 mit dem Genealogen René de Quatrebarbes, marquis de la Rongère, verheiratet wurde. Quatrebarbes widmete eines seiner Werke seinem Schwager Jean-Claude de Preaux.
Die Landgüter Lancheneil, Montchevrier, Nuillé-sur-Vicoin etc. gingen an Joseph de Préaux, Sohn von Jean-Claude und Barbe-Françoise de la Haie de Coulonce, aufgrund seiner Ehe mit Marie-Henriette de Meaulne (1719). Er war der Adjutant des Marschalls von Schomberg.
Zur Familie gehören :
1. Gilbert, 1. Marquis de Preaulx, Berater Ludwigs XIII. ; ⚭ 1588 Charlotte de Lavardin, Schwägerin von Gilles de Souvré, Marschall von Frankreich
2. Claude, 2. Marquis de Preaulx, 1626 Gouverneur von Argentan ; ⚭ 1619 Jacqueline de Dampierre, Tochter von Gilles de Dampierre und Suzanne de Charnières, Dame de Quelaines. Ihre Tochter Jacqueline († 1656) heiratete 1641 René de Quatrebarbes († nach 1662)
3. Jean-Claude, 3. Marquis de Preaulx (* 1626, † 1685) ; ⚭ Barbe-Françoise de La Haye-Coulances
4. Joseph, 4. Marquis de Preaulx, deren Sohn, Seigneur de Nuillé-sur-Vicoin, Lancheneil, Montchevrier, Quelaines etc. ; ⚭ 1719 Marie-Henriette de Meaulne, Erbtochter von de Henri de Meaulne, Marquis de Lancheneil
5. Alexandre-René de Preaulx, dessen Bruder, Priester
6. Joseph-François de Paule, Marquis de Preaulx, Sohn von Joseph de Préaulx, ⚭ 1755 Catherine-Jeanne du Tertre de Sancé
7. Joseph-Marthe-René-Gilbert, 7. Marquis de Preaulx (* 1787, † 1849), Großneffe von Joseph de Preaulx, Bürgermeister von Pouancé, Schriftsteller ; ⚭ 1810 Catherine Rouillé de Boissy
8. Antoine, Vicomte de Preaulx († 1868), dessen Bruder, Bürgermeister von Nuillé-sur-Vicoin
9. Raoul, Comte de Preaulx (* 1880, X 1914)
10. Carl, Comte de Preaulx (* 1885, † 1920), dessen Bruder
11. René, Comte de Preaulx (* 1889, † 1934), dessen Bruder
12. Geneviève de Preaulx (* 1895), deren Schwester